# Cemalovası, Karabük
Cemalovası là một xã thuộc thành phố Karabük, tỉnh Karabük, Thổ Nhĩ Kỳ.